# Stresow
Stresow este o comună din landul Saxonia-Anhalt, Germania.